# Sucha Bałka (obwód doniecki)
Sucha Bałka (ukr. Суха Балка) – osiedle na Ukrainie, w obwodzie donieckim, w rejonie bachmuckim, w hromadzie Torećk. W 2001 liczyło 649 mieszkańców.